# Lasiorhinus
Genre
Lasiorhinus est un genre de mammifères marsupiaux regroupant deux espèces de wombat à nez poilu.

## liste des espèces
Selon ITIS :
- Lasiorhinus krefftii (Owen, 1873) - wombat à nez poilu du nord
- Lasiorhinus latifrons (Owen, 1845) - wombat à nez poilu du sud